# 507
Năm 507 là một năm trong lịch Julius.